# Video Meanies
Video Meanies (traducibile "video-cattivi") è un videogioco sparatutto pubblicato nel 1986 per Commodore 64 e Commodore 16 dalla Mastertronic in edizione economica. La confezione per Commodore 16 mostra anche il titolo Video Nasty sugli screenshot, forse tratti da una versione preliminare del programma. Il giocatore controlla un robot in un surreale labirinto multischermo, descritto dalle istruzioni come un negozio video all'interno di un castello, e deve trovare e raggiungere tutti gli apparecchi televisivi.
Le versioni per i due computer, nonostante siano entrambe programmate da Tony Kelly (ma solo quella Commodore 64 è accreditata alla Mr. Chip Software), sono piuttosto differenti tra loro, con conformazione dei livelli completamente diversa.
Esiste anche una conversione non ufficiale per Commodore 64, realizzata amatorialmente anni dopo, che riproduce fedelmente quella per Commodore 16.
La critica europea diede di solito valutazioni discrete a entrambe le versioni ufficiali.

## Modalità di gioco
L'ambiente di gioco è un labirinto di 24 schermate con pareti di forma irregolare. Si va da una schermata all'altra attraverso passaggi che possono trovarsi su tutti i quattro lati. Su Commodore 16 le pareti hanno sempre l'aspetto di mura di pietra, mentre su Commodore 64 le stanze hanno temi variabili tra mura di pietra, strutture futuristiche e caverne.
Il personaggio del giocatore è un piccolo robot con l'aspetto di una testa che dondola sempre su e giù, montata su cingoli. Può muoversi in tutte le direzioni e sparare a ripetizione in orizzontale o verticale.
Nelle stanze si possono trovare i Meanie, nemici simili a vari oggetti animati indefiniti, che vagano veloci seguendo determinati schemi. Il contatto con un Meanie fa perdere una vita. Si possono distruggere sparando, ma si rigenerano poco dopo. Ci sono inoltre raggi che si allungano a intermittenza, anch'essi letali al contatto, e barriere fatte di blocchetti da distruggere sparando. Il robot ha anche un livello numerico di energia che diminuisce continuamente col tempo fino a esaurimento e perdita di una vita.
Ci sono aree raggiungibili solo superando porte chiuse, che si aprono solo se viene raccolta la relativa chiave. La corrispondenza tra porte e chiavi non è esplicita.
L'obiettivo del gioco è arrivare a toccare tutti i televisori sparsi per il castello; su Commodore 64 sono in tutto 15 e il robot li deve accendere, mentre su Commodore 16 sono 24, uno per stanza, e il robot li deve spegnere. Per ogni televisore completato  si ottiene una ricarica dell'energia e viene aggiunto un pezzo a un piccolo puzzle posto nel pannello informativo sopra la visuale.
Solo su Commodore 64 è disponibile anche un minigioco opzionale ogni volta che si raggiunge un televisore. In un ingrandimento dello schermo del televisore, una barra scorre rapidamente accanto a vari premi di punteggio e 1 o 2 vite extra, intervallati da scritte dead ("morto"). Il giocatore deve fermare la barra al momento giusto per vincere un premio, oppure perdere una vita e dover accendere di nuovo il televisore. Si può anche rifiutare di giocare e limitarsi ad accendere il televisore senza rischi.
Prima dell'inizio della partita il programma mostra una carrellata di alcune delle stanze che si potranno visitare.